# Стесихор
Стеси́хор (др.-греч. Στησίχορος, 2-пол. VII в. до н. э. — ок. 556 до н. э.) — древнегреческий лирический поэт, представитель хоровой мелики. Был включён в канонический список Девяти лириков.

## Жизнь
Почти ничего не известно о происхождении и жизни Стесикора. Согласно некоторым источникам, Стесикор родом из города Метавр (ныне Джоя-Тауро), а позже он переехал в Имеру (Сицилия).. Суда сообщает, что Стесихор жил в период между 37-й и 56-й Олимпиадами, имел двух братьев, Мамертина и Гелионакта.
Сообщается, что когда агригентский тиран Фаларид стал угрожать независимости Гимеры, Стесихор предостерегал жителей города против планов тирана. К его предостережениям не прислушались; после того как Фаларид, наконец, занял Гимеру, Стесихор бежал в Катану, где прожил до конца жизни.
О происхождении поэта существует легенда, связанная со смертью Гесиода. По этой легенде, Гесиод, выиграв треножник на поэтических состязаниях в Халкиде, отправился к дельфийскому оракулу, где получил предупреждение: «смерть настигнет тебя в прекрасной роще Зевса Немейского». Гесиод посчитал, что оракул имел в виду Немейский лес на Коринфском перешейке, и возвратился в Локриду, где остановился у неких Амфифана и Ганиктора в г. Ойноэ (место, также посвященное Зевсу Немейскому). Там поэта заподозрили в соблазнении сестры Амфифана и Ганиктора и убили; легенда, таким образом, утверждает, что Стесихор был сыном Гесиода.
По традиции, первоначальным именем поэта было Тисий (Τισίας или Τεισίας), и только впоследствии, за его заслуги в хоровой мелике, он был назван Стесихором, то есть (в переводе с греческого буквально) «устроителем хоров».

## Творчество
Как у прочих поэтов из числа Девяти лириков, почти все работы Стесихора были утеряны, и его творчество представлено только в отрывках из поздних текстов. Самый большой фрагмент, который составляет основу корпуса сохранившихся текстов Стесихора, был найден в Лилле в 1960 году. Суда приписывает Стесихору 26 книг (больше, чем все остальные греческие лирики вместе взятые), в которых главное место занимали лиро-эпические поэмы (по содержанию примыкавшие к эпосу Гомера и кикликов; в них Стесихор даёт обработку старых сюжетов в новых формах и новой интерпретации).
Как эпический поэт, Стесихор имел в древности большое значение и влияние. Так, Антипатр Сидонский утверждал, что «в Стесихоре живёт душа Гомера»; Псевдо-Лонгин называл Стесихора «самым гомерическим» из поэтов; Квинтилиан говорил, что Стесихор «поднял на свою лиру тяжесть эпического стиха». Квинтилиан также писал, что «если бы Стесихор под избытком таланта не переступал меры, его можно было бы считать достойным соперником Гомера».
К троянскому циклу Стесихора относятся: «Елена» (Ἑλένη), «Разрушение Илиона» (Ἰλίου Πέρσις), «Возвращения» (Νόστοι) и «Орестея» (Ὀρέστεια). К фиванскому циклу относятся «Эрифила» (Ἐριφύλη, название по имени жены участника похода Семи против Фив, Амфиарая), «Европея» (Εὐρώπεια). Из других эпических поэм известны «Охотники на вепря» (Συοθῆραι, об охоте на калидонского вепря), «Герионеида» (Γηρυονηίς, о походе Геракла на дальний запад, откуда он увёл Герионовы стада быков), «Скилла» (Σκύλλα, о Скилле, которую убил Геракл по возвращении от Гериона), «Кербер» (Κέρβερος, о подвиге Геракла с Кербером), «Кикн» (Κύκνος, о поединке Геракла с сыном Ареса Кикном, который был обращён в лебедя — κύκνος).

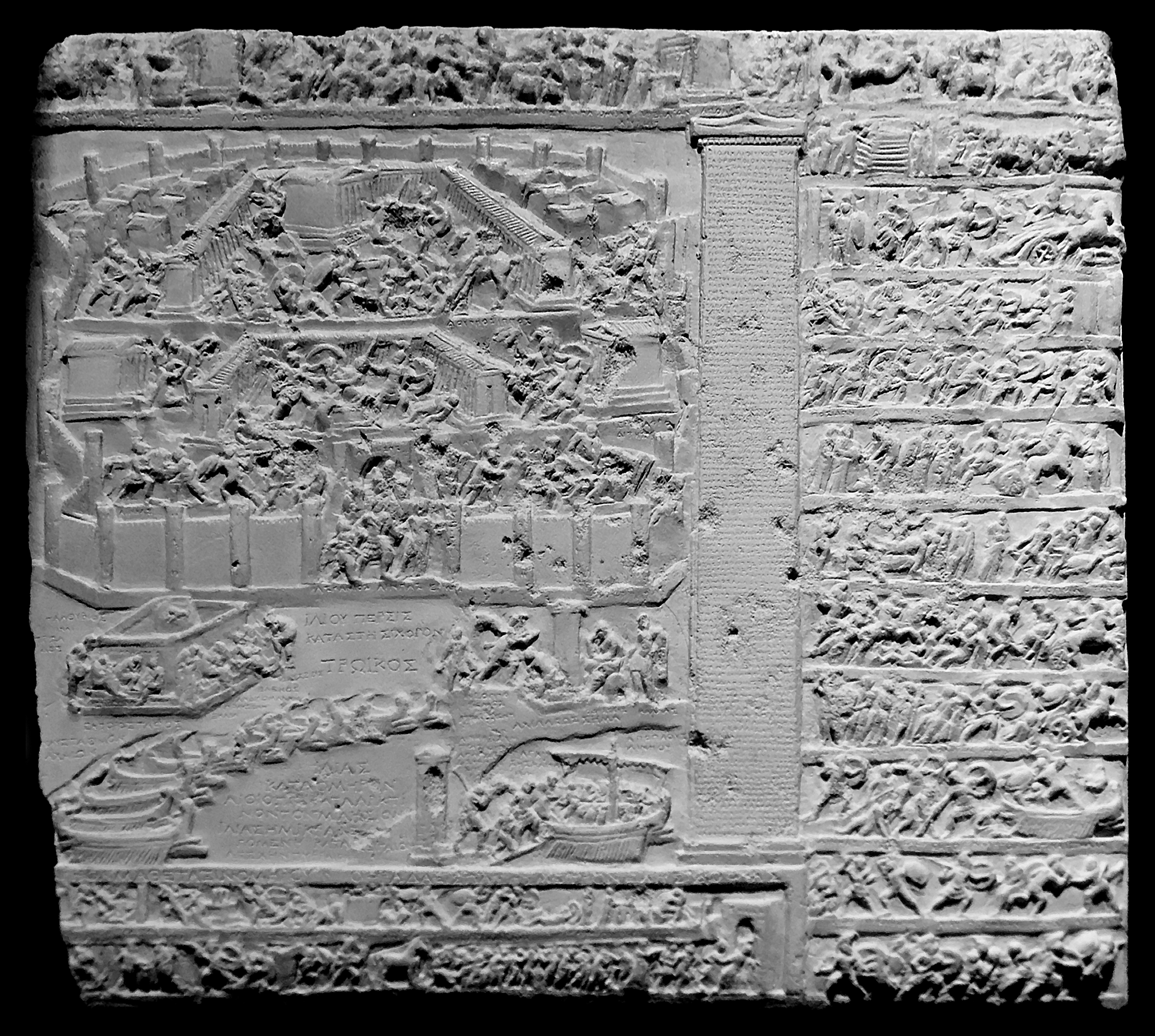
Сцена разрушения Илиона с римской таблички Tabula iliaca capitolina, с надписью по-гречески: «Разрушение Илиона по Стесихору»

При обработке сюжетов, встречающихся в поэмах Гомера, Стесихор иногда даёт новые версии, заимствуя материал отчасти из живых народных преданий, отчасти из утраченных литературных текстов. Так, миф об Оресте разработан Стесихором отлично от той версии, которая представлена в Одиссее: у Гомера Орест, убив мать, только исполняет долг мести, у Стесихора терзается мучениями совести как матереубийца (это представление вместе с мифом легло в основу нескольких пьес позднейших греческих трагиков).
Большую популярность во все времена имела легенда о знаменитой палинодии Стесихора (палинодия — отказ от своих слов, отречение). Стесихор опозорил Елену, отозвавшись о ней как об изменнице мужу и виновнице гибельной войны. В ту же ночь он ослеп. Он взмолился богам; тогда во сне ему явилась Елена и сказала, что её братья Кастор и Поллукс за такие стихи наказали его слепотой. Стесихор написал палинодию, в которой утверждал, что Парис увёз в Трою не Елену, но только её призрак, наведённый её отцом Зевсом. Настоящую же Елену боги перенесли в Египет, где она пребывала, верная Менелаю, до самого конца войны. Этот странный миф умилостивил Елену, и зрение поэту было возвращено. В «Федре» Платона сохранились начальные строки палинодии Стесихора: «Не верно было слово это, // На корабли ты не всходила, // В Пергам троянский не плыла».
Стесихор известен работами любовного содержания, которое заимствовал непосредственно из народных сказаний. К таким относятся «Ка́лика» (Κάλυκη), «Радина́» (Ῥαδινή). В первой рассказывается о том, как скромная целомудренная девушка, отвергнутая любимым, лишает себя жизни. Во второй Радина, которую страстно любит её двоюродный брат, выдается против воли замуж за коринфского тирана; её прежний возлюбленный вместе с её родным братом приезжают в Коринф для свидания; тиран убивает обоих, однако, затем раскаивается и торжественно хоронит трупы убитых.
У Стесихора впервые встречается обработка народных песен о мифическом сицилийском пастухе Дафнисе (который изменяет нимфе ради царевны и за это наказывается слепотой); т. о. Стесихора некоторые считают основателем буколической поэзии.
Ритмическое строение песен Стесихора сложно (в сравнении, например, с хоровыми одами Алкмана). Стихи имеют большую длину, строфы — большой объём (преобладает трёхчастное устройство, строфа-антистрофа-эпод). Из метров преобладает дактиль, анапест, эпитрит в соединении с дактилями (то есть логаэды).
Стесихор писал на ионическом диалекте с включением доризмов, которые придавали его поэзии характер особого лирического подъёма. Эпика Стесихора нашла признание в греческом мире Южной Италии (где ионический эпос был малознаком) и распространилась в Аттике (где позже разработанными Стесихором сюжетами часто пользовались греческие трагики). Поэзию Стесихора в древности ставили очень высоко. Так, Дионисий Галикарнасский сообщает, что значительностью сюжетов Стесихор превосходил Пиндара и Симонида, а в других отношениях совмещал достоинства обоих. Эсхил, как считают, создал свою «Орестею» под влиянием «Орестеи» Стесихора.

## Переводы
- Стесихор. Фрагменты. / Пер., ст. и прим. Н. Н. Казанского под ред. М. Л. Гаспарова. // Вестник древней истории. 1985. № 2.